# Fischbach (Hauneck)
Fischbach ist der kleinste Ortsteil der Gemeinde Hauneck im osthessischen Landkreis Hersfeld-Rotenburg.

## Geschichte

### Ortsgeschichte
Bekanntermaßen erstmals erwähnt wurde das Dorf am 16. Oktober 1312. Fischbach lag damals zwischen den Stiftsgebieten Hersfeld und Fulda. Der Ort lag im buchenauischen Amt Schildschlag, welches zur Abtei Hersfeld und ab 1648 zur Landgrafschaft Hessen gehörte.
Zum 1. August 1972 wurde die bis dahin selbständige Gemeinde Fischbach im Zuge der Gebietsreform in Hessen kraft Landesgesetz in die Gemeinde Hauneck eingemeindet.
Für Fischbach wurde, wie für die alle Ortsteile von Hauneck, ein Ortsbezirk mit Ortsbeirat und Ortsvorsteher nach der Hessischen Gemeindeordnung eingerichtet.

### Bevölkerung
Einwohnerstruktur 2011
Nach den Erhebungen des Zensus 2011 lebten am Stichtag dem 9. Mai 2011 in Fischbach 81 Einwohner. Darunter waren 3 (3,7 %) Ausländer.
Nach dem Lebensalter waren 15 Einwohner unter 18 Jahren, 33 waren zwischen 18 und 49, 24 zwischen 50 und 64 und 12 Einwohner waren älter.
Die Einwohner lebten in 33 Haushalten. Davon waren 9 Singlehaushalte, 6 Paare ohne Kinder und 15 Paare mit Kindern, sowie 3 Alleinerziehende und keine Wohngemeinschaften. In 6 Haushalten lebten ausschließlich Senioren und in 24 Haushaltungen leben keine Senioren.
Einwohnerentwicklung
| Fischbach: Einwohnerzahlen von 1834 bis 2020 | Fischbach: Einwohnerzahlen von 1834 bis 2020 | Fischbach: Einwohnerzahlen von 1834 bis 2020 | Fischbach: Einwohnerzahlen von 1834 bis 2020 | Fischbach: Einwohnerzahlen von 1834 bis 2020 |
| --- | -------------------------------------------- | -------------------------------------------- | -------------------------------------------- | -------------------------------------------- |
| Jahr |                                              |                                              |                                              | Einwohner                                    |
| 1834 | 1834                                         |                                              | 133                                          | 133                                          |
| 1840 | 1840                                         |                                              | 152                                          | 152                                          |
| 1846 | 1846                                         |                                              | 156                                          | 156                                          |
| 1852 | 1852                                         |                                              | 147                                          | 147                                          |
| 1858 | 1858                                         |                                              | 144                                          | 144                                          |
| 1864 | 1864                                         |                                              | 140                                          | 140                                          |
| 1871 | 1871                                         |                                              | 125                                          | 125                                          |
| 1875 | 1875                                         |                                              | 134                                          | 134                                          |
| 1885 | 1885                                         |                                              | 111                                          | 111                                          |
| 1895 | 1895                                         |                                              | 103                                          | 103                                          |
| 1905 | 1905                                         |                                              | 107                                          | 107                                          |
| 1910 | 1910                                         |                                              | 105                                          | 105                                          |
| 1925 | 1925                                         |                                              | 108                                          | 108                                          |
| 1939 | 1939                                         |                                              | 99                                           | 99                                           |
| 1946 | 1946                                         |                                              | 134                                          | 134                                          |
| 1950 | 1950                                         |                                              | 130                                          | 130                                          |
| 1956 | 1956                                         |                                              | 110                                          | 110                                          |
| 1961 | 1961                                         |                                              | 102                                          | 102                                          |
| 1967 | 1967                                         |                                              | 106                                          | 106                                          |
| 1970 | 1970                                         |                                              | 97                                           | 97                                           |
| 1980 | 1980                                         |                                              | ?                                            | ?                                            |
| 1990 | 1990                                         |                                              | ?                                            | ?                                            |
| 2001 | 2001                                         |                                              | 86                                           | 86                                           |
| 2006 | 2006                                         |                                              | 87                                           | 87                                           |
| 2011 | 2011                                         |                                              | 81                                           | 81                                           |
| 2020 | 2020                                         |                                              | 69                                           | 69                                           |
| Datenquelle: Historisches Gemeindeverzeichnis für Hessen: Die Bevölkerung der Gemeinden 1834 bis 1967. Wiesbaden: Hessisches Statistisches Landesamt, 1968. Weitere Quellen: LAGIS; Zensus 2011; Gemeinde Hauneck |                                              |                                              |                                              |                                              |

Religionszugehörigkeit
| • 1885: | 110 evangelische (= 99,10 %), ein katholischer (= 0,90 %) Einwohner |
| • 1961: | 99 evangelische (= 97,06 %), drei katholische (= 2,94 %) Einwohner  |

## Verkehr
Durch den Ort verläuft die Landesstraße 3341.